# مفهوم روح در مصر باستان
مصریان باستان قبر را منزلگاه ابدی و همیشگی مومیایی می‌پنداشتند. آنان معتقد بودند که اجساد مومیایی با کا و با خود در آنجا زندگی می‌کنند. مصریان معتقد بودند که مرده از دوازده دروازه می‌گذرد و در دروازه دوازدهم اوزیریس قرار دارد. هفت دروازه سه پاسدار داشت و هیچ‌کس بدون دانستند نام این پاسداران که همان خدایان بودند عبور کند. بعد از عبور آنان به سعادت می‌رسیدند.

## کا
کا در اساطیر مصر باستان به عنوان همزاد و قرینه جسد است.